# The Tipping Point
| Совокупная оценка | Совокупная оценка |
| Источник          | Оценка            |
| ----------------- | ----------------- |
| AnyDecentMusic?   | 7.8/10            |
| Metacritic        | 83/100            |
| Оценки критиков   |                   |
| Источник          | Оценка            |
| AllMusic          | [ 7 ]             |
| Clash             | 8/10              |
| Classic Rock      | [ 4 ]             |
| The Independent   | [ 9 ]             |
| musicOMH          | [ 10 ]            |
| The Observer      | [ 11 ]            |
| Pitchfork         | 7.5/10            |
| PopMatters        | 8/10              |
| Record Collector  | [ 13 ]            |
| Uncut             | 8/10              |

The Tipping Point — седьмой студийный альбом британской поп-рок-группы Tears for Fears, вышедший 25 февраля 2022 года на лейбле Concord Records.
Это первый студийный альбом группы после Everybody Loves a Happy Ending, выпущенный почти за восемнадцать лет до этого. В альбом вошли композиции «The Tipping Point», которая была выпущена с музыкальным видео в октябре 2021 года. Затем последовали синглы: «No Small Thing» вышел в декабре 2021 года, а «Break the Man» — в январе 2022 года. Альбом имел успех у критиков и коммерческий успех, обеспечив группе шестой альбом в британском Топ-5 и самое высокое достижение в хит-параде за последние тридцать лет; также альбом вошел в Топ-10 в нескольких других странах.
Альбом достиг второго места в британском хит-параде.

## Отзывы
Альбом получил положительные отзывы музыкальной критики и интернет-изданий. Он получил 83 из 100 баллов на интернет-агрегаторе Metacritic.

## Список треков
| №                   | Название                | Автор(ы)                | Продюсеры                                         | Длительность |
| ------------------- | ----------------------- | ----------------------- | ------------------------------------------------- | ------------ |
| 1.                  | «No Small Thing»        | Orzabal Smith           | Tears for Fears Charlton Pettus                   | 4:42         |
| 2.                  | «The Tipping Point»     | Orzabal Pettus          | Tears for Fears Sacha Skarbek Florian Reutter [a] | 4:13         |
| 3.                  | «Long, Long, Long Time» | Smith Orzabal Pettus    | Tears for Fears                                   | 4:31         |
| 4.                  | «Break the Man»         | Smith Pettus            | Tears for Fears Pettus                            | 3:55         |
| 5.                  | «My Demons»             | Orzabal Skarbek Reutter | Tears for Fears Skarbek Reutter [a]               | 3:08         |
| 6.                  | «Rivers of Mercy»       | Orzabal Pettus Petty    | Tears for Fears Pettus                            | 6:08         |
| 7.                  | «Please Be Happy»       | Orzabal Skarbek         | Tears for Fears Pettus                            | 3:05         |
| 8.                  | «Master Plan»           | Orzabal                 | Tears for Fears Pettus                            | 4:37         |
| 9.                  | «End of Night»          | Orzabal                 | Tears for Fears Skarbek Reutter [a]               | 3:23         |
| 10.                 | «Stay»                  | Smith Pettus            | Tears for Fears Skarbek Pettus [a] Reutter [a]    | 4:36         |
| Общая длительность: | Общая длительность:     | Общая длительность:     | Общая длительность:                               | 42:25        |

| №                   | Название                                                                 | Автор(ы)                             | Длительность |
| ------------------- | ------------------------------------------------------------------------ | ------------------------------------ | ------------ |
| 11.                 | «Secret Location» (UK and European deluxe)                               | Smith Skarbek Orzabal Jacknife Lee   | 4:04         |
| 12.                 | «Let It All Evolve» (Japanese deluxe and US Target edition bonus track)  | Smith Orzabal Pettus                 | 4:26         |
| 13.                 | «Shame (Cry Heaven)» (Japanese deluxe and US Target edition bonus track) | Smith Skarbek Pettus Reutter Orzabal | 5:31         |
| Общая длительность: | Общая длительность:                                                      | Общая длительность:                  | 56:26        |

## Участники записи
Tears for Fears
- Роланд Орзабал — вокал (ведущий на 1, 2, 5, 6, 8, 9, 11 & 12), клавишные, программирование, гитары, сведение (5, 9)
- Курт Смит — вокал (ведущий на 2, 3, 4, 7, 10 & 13; бэк-вокал на 1, 5 и 11), клавишные, бас-гитары, сведение (5, 9)

приглашённые музыканты
- Чарлтон Петтус — клавишные, программирование, гитары, сведение (1, 3, 4, 6-8, 10, 11)
- Саша Скарбек — акустическое фортепиано (7), продюсирование вокала (3)
- Флориан Ройтер — программирование, продюсирование вокала (3)
- Дуг Петти — аккордеон, орган Хаммонда (1), акустическое фортепиано (6), струнные аранжировки (7)
- Макс фон Амельн — гитары (5)
- Аарон Стерлинг — ударные (1, 4, 6)
- Джейми Уоллам — ударные (1)
- Карина Раунд — бэк-вокал (1, 3, 5, 6)
- Джейсон Джозеф — вокальные аранжировки, хор (6)
- Чарльз Джонс — хор (6)
- Джесси Коллинз — хор (6)
- Лорен Эванс — хор (6)

технический персонал
- Тед Дженсен — мастеринг (1-10)
- Джастин Штурц — мастеринг (11-13)
- Тим Палмер — сведение (2)
- Крейг Сильви — сведение (12)
- Тони Мазерати — сведение (13)
- Макс фон Амельн — техническая поддержка
- Стивен Уилсон — сведение объемного звучания (потоковое вещание на Blu-ray и Atmos)

## Чарты
| Чарт (2022)                            | Высшая позиция |
| -------------------------------------- | -------------- |
| Австралия (ARIA)                       | 7              |
| Австрия (Ö3 Austria)                   | 16             |
| Бельгия/Фландрия (Ultratop)            | 8              |
| Бельгия/Валлония (Ultratop)            | 2              |
| Канада (Canadian Albums Chart)         | 20             |
| Нидерланды (Album Top 100)             | 5              |
| Франция (SNEP)                         | 10             |
| Германия (Offizielle Top 100)          | 3              |
| Венгрия (MAHASZ)                       | 30             |
| Ирландия (Irish Albums Chart)          | 10             |
| Италия (FIMI)                          | 14             |
| Япония (Oricon)                        | 51             |
| Япония (Billboard Japan)               | 80             |
| Португалия (AFP)                       | 27             |
| Шотландия (Scottish Albums Chart)      | 1              |
| Швейцария (Schweizer Hitparade)        | 4              |
| Великобритания (UK Albums Chart)       | 2              |
| Великобритания (UK Albums Chart)       | 2              |
| США (Billboard 200)                    | 8              |
| США (Billboard Top Alternative Albums) | 1              |
| США (Billboard Top Rock Albums)        | 1              |